# Norderland

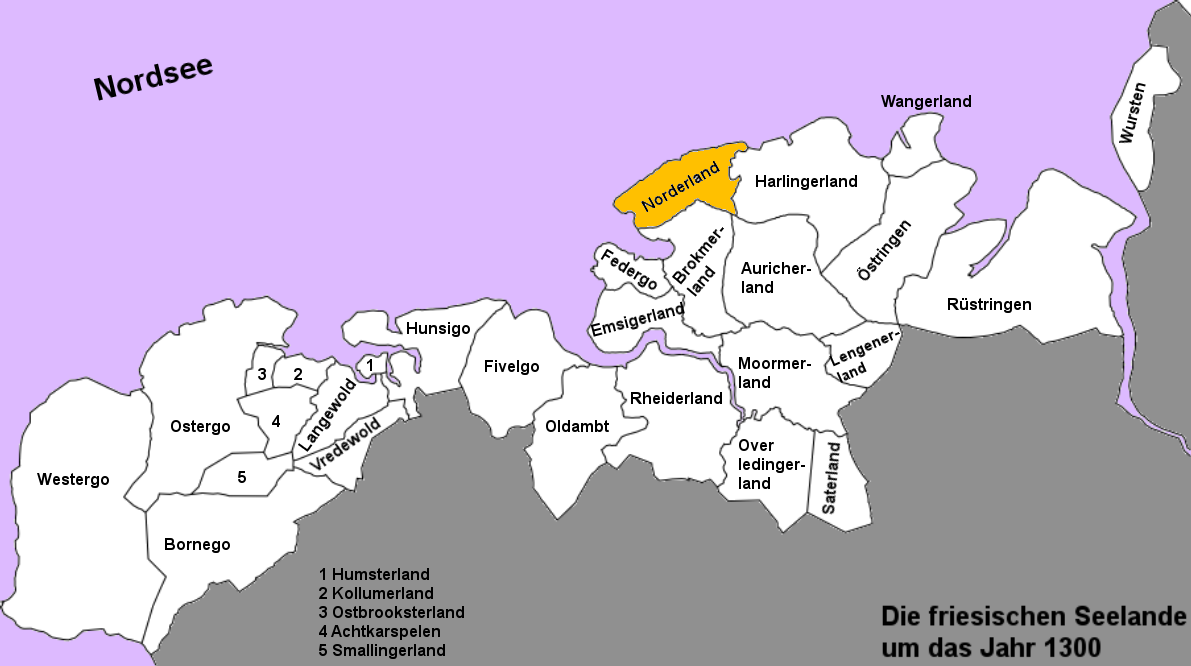
Norderland var vid tiden för den frisiska friheten ett av de frisiska landskapen (omkring år 1300)

Norderland är ett historiskt frisiskt landskap i nuvarande nordvästra Ostfriesland, Niedersachsen, Tyskland, runt staden Norden.
Norderland gränsar i öster mot det gamla frisiska landskapet Harlingerland och i söder mot Brookmerland. I dag brukar man räkna in kommunerna Norden, Hage, Grossheide och Dornum i Norderland.
Liksom de övriga frisiska landskapen skickade Norderland årligen företrädare till det frisiska tinget vid Upstalsboom utanför Aurich för att diskutera frisiska rätts- och lagfrågor.